# Lolofitu
Lolofitu is een bestuurslaag in het regentschap Nias Barat van de provincie Noord-Sumatra, Indonesië. Lolofitu telt 977 inwoners (volkstelling 2010).